# تونامي (توياما)
مدينة تونامي (بالإنجليزية: Tonami) هي أحد المدن التابعة لمحافظة توياما في اليابان، تأسست رسميًا في 01/04/1954. ويقدر عدد سكانها بـ 49396 نسمة حسب تقدير مكتب الإحصاء الياباني لعام 2012، وتبلغ مساحة تونامي 126.96 كم2. بكثافة سكانية تبلغ 389 نسمة/كم2.

## المناخ
يظهر الجدول التالي التغييرات المناخية على مدار السنة لتونامي:
| البيانات المناخية لـتونامي          | البيانات المناخية لـتونامي | البيانات المناخية لـتونامي | البيانات المناخية لـتونامي | البيانات المناخية لـتونامي | البيانات المناخية لـتونامي | البيانات المناخية لـتونامي | البيانات المناخية لـتونامي | البيانات المناخية لـتونامي | البيانات المناخية لـتونامي | البيانات المناخية لـتونامي | البيانات المناخية لـتونامي | البيانات المناخية لـتونامي | البيانات المناخية لـتونامي |
| الشهر                               | يناير                      | فبراير                     | مارس                       | أبريل                      | مايو                       | يونيو                      | يوليو                      | أغسطس                      | سبتمبر                     | أكتوبر                     | نوفمبر                     | ديسمبر                     | المعدل السنوي              |
| ----------------------------------- | -------------------------- | -------------------------- | -------------------------- | -------------------------- | -------------------------- | -------------------------- | -------------------------- | -------------------------- | -------------------------- | -------------------------- | -------------------------- | -------------------------- | -------------------------- |
| متوسط درجة الحرارة الكبرى °م (°ف)   | 5.4 (41.7)                 | 6.0 (42.8)                 | 10.1 (50.2)                | 16.8 (62.2)                | 21.4 (70.5)                | 24.7 (76.5)                | 28.3 (82.9)                | 30.3 (86.5)                | 26.1 (79.0)                | 20.6 (69.1)                | 14.7 (58.5)                | 9.2 (48.6)                 | 17.8 (64.0)                |
| متوسط درجة الحرارة الصغرى °م (°ف)   | −1.2 (29.8)                | −1.4 (29.5)                | 1.2 (34.2)                 | 6.3 (43.3)                 | 12.1 (53.8)                | 16.9 (62.4)                | 20.9 (69.6)                | 21.8 (71.2)                | 17.9 (64.2)                | 11.6 (52.9)                | 6.2 (43.2)                 | 1.6 (34.9)                 | 9.5 (49.1)                 |
| الهطول مم (إنش)                     | 260.4 (10.25)              | 164.4 (6.47)               | 146.3 (5.76)               | 109.4 (4.31)               | 125.0 (4.92)               | 181.4 (7.14)               | 232.9 (9.17)               | 169.0 (6.65)               | 217.0 (8.54)               | 159.7 (6.29)               | 231.0 (9.09)               | 251.7 (9.91)               | 2٬248٫2 (88.5)             |
| متوسط تساقط الثلوج سم (إنش)         | 177 (70)                   | 143 (56)                   | 36 (14)                    | 1 (0.4)                    | 0 (0)                      | 0 (0)                      | 0 (0)                      | 0 (0)                      | 0 (0)                      | 0 (0)                      | 1 (0.4)                    | 62 (24)                    | 420 (164.8)                |
| متوسط أيام هطول الأمطار (≥ 1.0 mm)  | 23.3                       | 19.9                       | 17.8                       | 12.5                       | 11.2                       | 11.6                       | 13.9                       | 10.4                       | 13.5                       | 13.7                       | 17.5                       | 21.7                       | 187                        |
| ساعات سطوع الشمس الشهرية            | 62.4                       | 84.7                       | 125.1                      | 172.4                      | 188.4                      | 137.1                      | 139.5                      | 191.6                      | 127.9                      | 136.5                      | 100.1                      | 71.1                       | 1٬536٫8                    |
| المصدر: Japan Meteorological Agency |                            |                            |                            |                            |                            |                            |                            |                            |                            |                            |                            |                            |                            |